# 博多駅東
博多駅東（はかたえきひがし）は、福岡市博多区の地名。現行の行政地名は博多駅東一丁目から三丁目まで。面積は42.99ヘクタール。2023年3月末現在の人口は2,565人。郵便番号は812-0013。

## 地理
福岡市の都心とされる中央区天神の東約2.5キロメートル、博多区のやや北西側に位置する。北東で御笠川を介して堅粕、東光及び東比恵と、南東で百年橋通りを挟んで比恵町と、南西で筑紫通りを挟んで博多駅南と、西で竹下通りを挟んで博多駅中央街と、博多駅東2540号線を挟んで博多駅前と隣接する。博多駅を中心とする交通結節点を擁する博多駅中央街に隣接し、筑紫口の駅前広場を中心にホテルが軒を連ねる。また、町内の中央部に国の合同庁舎や県の総合庁舎が集中し官庁街となっている。専門学校も多い。

### 都市計画
博多駅東を含む博多駅周辺地区の都市計画における位置づけについては、2012年（平成24年）12月21日に策定された『第9次福岡市基本計画』の「都市空間構想図」において、「都心部」に含まれている。都心部のなかでも特に天神・渡辺通地区、博多駅周辺地区、ウォーターフロント地区（博多ふ頭及び中央ふ頭）の3地区が都心部の核とされており、これらについてそれぞれの都市機能を高めるとともに、回遊性の向上を図り、地区間相互の連携を高めるとされている。2014年（平成26年）5月策定の『福岡市都市計画マスタープラン』においては、都心核としての博多駅周辺地区は西日本の中枢となる業務が集まる核として、商業機能や文化機能が充実し、回遊性が高いまちが将来像とされており、交通結節機能の強化などがまちづくりの視点とされている。用途地域は町内の全域が商業地域である。

## 歴史

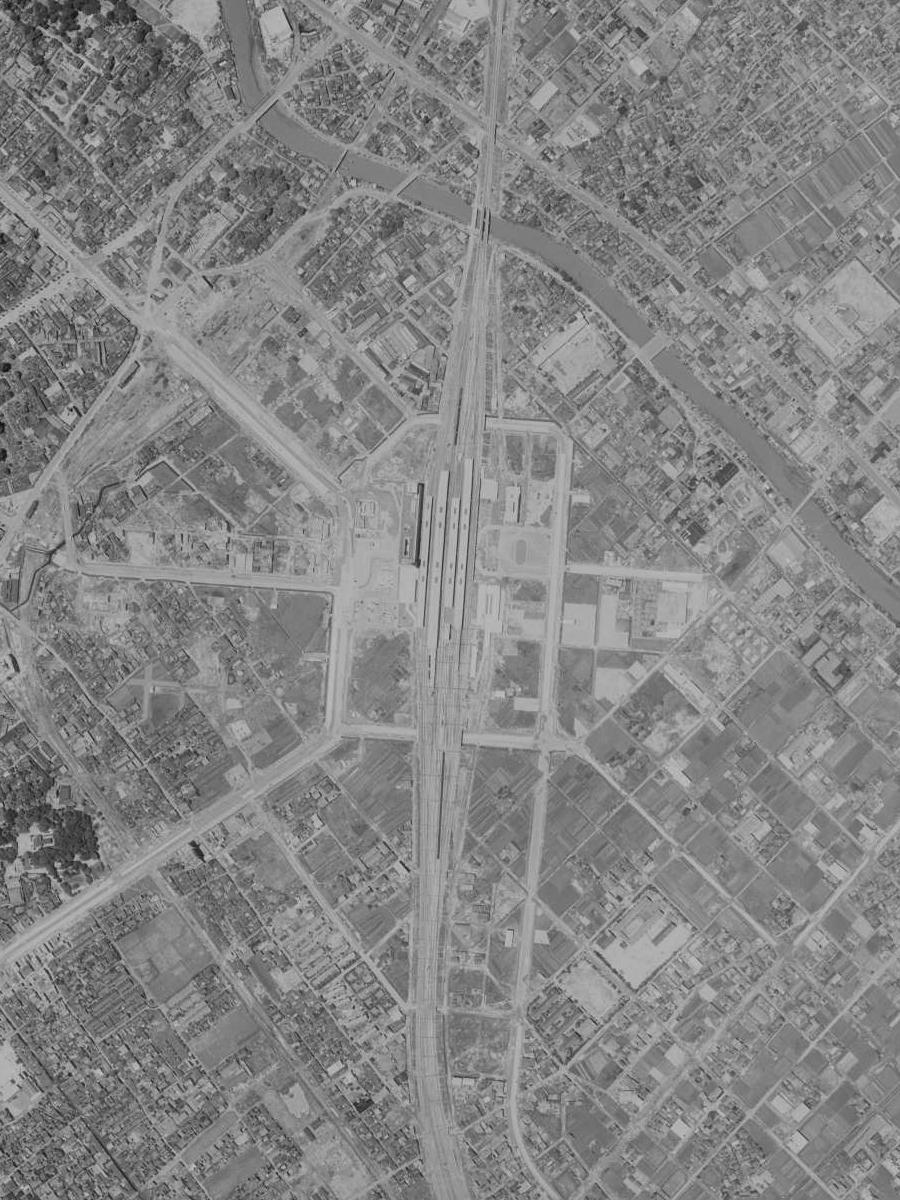
1964年撮影の博多駅周辺の航空写真。博多駅（中央）の右側一帯が現在の博多駅東。

1889年に開業した初代の博多駅は旧来の博多市街に接した場所（現在の出来町公園付近）に作られた。当時の鹿児島本線は西に向けて初代博多駅に入った後、現在の「博多駅前」の町境に沿うように南に急カーブを描いていた。「博多駅東」は当時の博多駅裏にあたり田畑が残っており、市街地化はあまり進んでいなかった。
ホームが2面しかなかった博多駅は第二次世界大戦前には旅客・貨物がさばききれなくなる限界を迎えており、戦後の復興でますます混雑が激しくなった。その解決のためにはもはや駅の移設しか手はないように思われた。国鉄は、鹿児島本線の急カーブをショートカットするように博多駅裏の田畑に新たな線路を通し、その真ん中に高架化した新駅を作ってホームも多数確保することとした。新駅の周囲の田畑には区画整理によって新市街が作られた。これが駅西側（博多口側）の「博多駅前」、および駅東側（筑紫口側）の「博多駅東」「博多駅南」である。新しい博多駅は1963年に開業し、以後新たな駅前にオフィスの集積が進んだ。

### 町域の変遷
現在の地名は、1969年（昭和44年）における住居表示の実施に伴う地名変更によって定められたものであり、その実施前後の地名は次表のとおりである。
| 住居表示実施後               | 実施年月日         | 住居表示実施前（各大字の一部）                                                 |
| ---------------------------- | ------------------ | ------------------------------------------------------------------------------ |
| 博多駅東一丁目から三丁目まで | 1969年（昭和44年） | 中比恵町・比恵町・音羽町・三社町・瑞穂町・明治町一丁目から三丁目まで・大字比恵 |

## 人口
博多駅東一丁目から三丁目までの人口の推移を福岡市の住民基本台帳（公称町別）に基づき示す（単位：人）。集計時点は各年9月末現在である。
- 2001年（平成13年）：1,622
- 2002年（平成14年）：1,653
- 2003年（平成15年）：1,693
- 2004年（平成16年）：1,727
- 2005年（平成17年）：1,725
- 2006年（平成18年）：1,761
- 2007年（平成19年）：1,758
- 2008年（平成20年）：1,925
- 2009年（平成21年）：1,914
- 2010年（平成22年）：2,001
- 2011年（平成23年）：2,093
- 2012年（平成24年）：2,166
- 2013年（平成25年）：2,187
- 2014年（平成26年）：2,180
- 2015年（平成27年）：2,240
- 2016年（平成28年）：2,371
- 2017年（平成29年）：2,364
- 2018年（平成30年）：2,400
- 2019年（令和元年）：2,437
- 2020年（令和2年）：2,433
- 2021年（令和3年）：2,451
- 2022年（令和4年）：2,544

## 主な施設

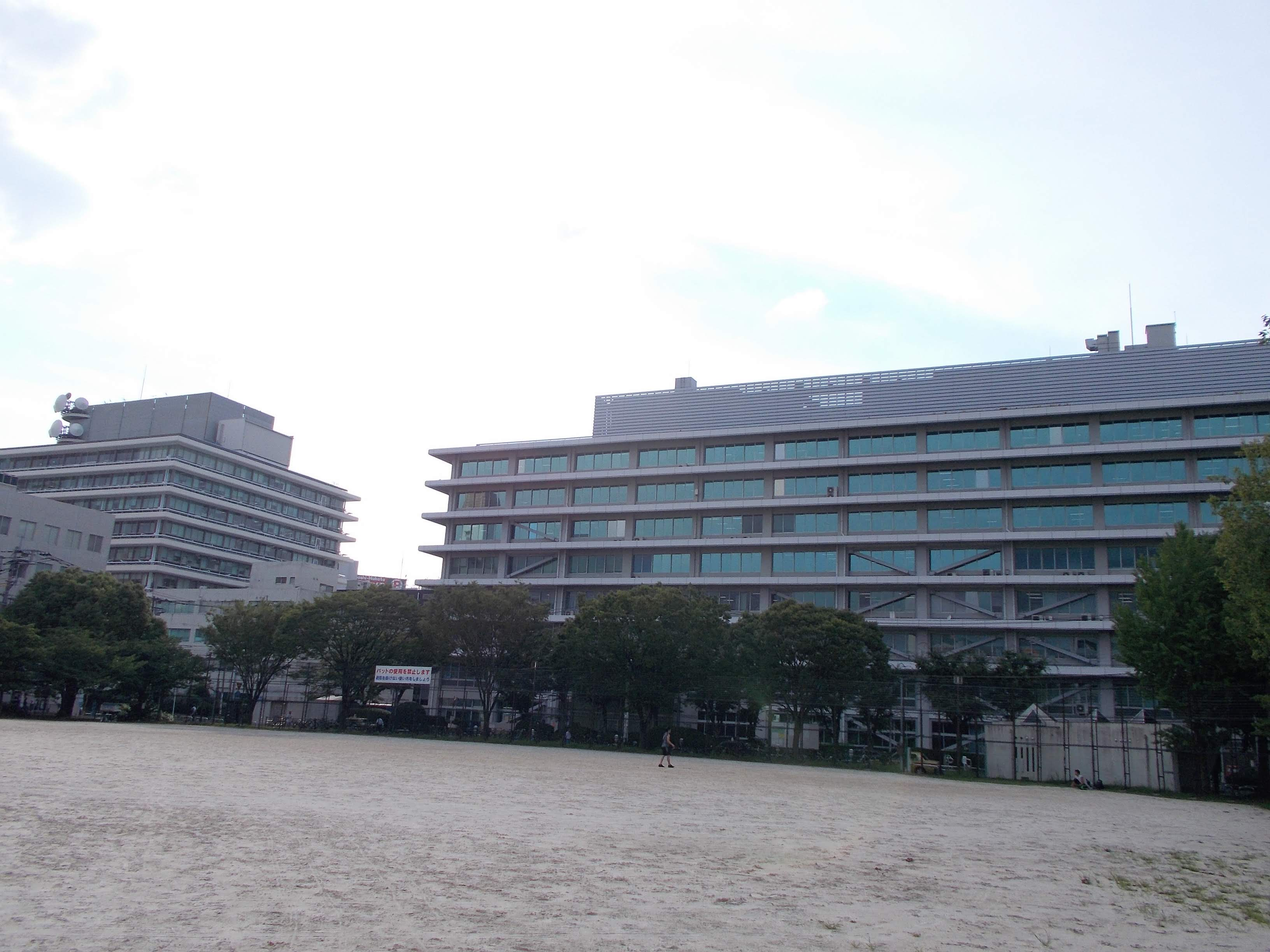
福岡合同庁舎

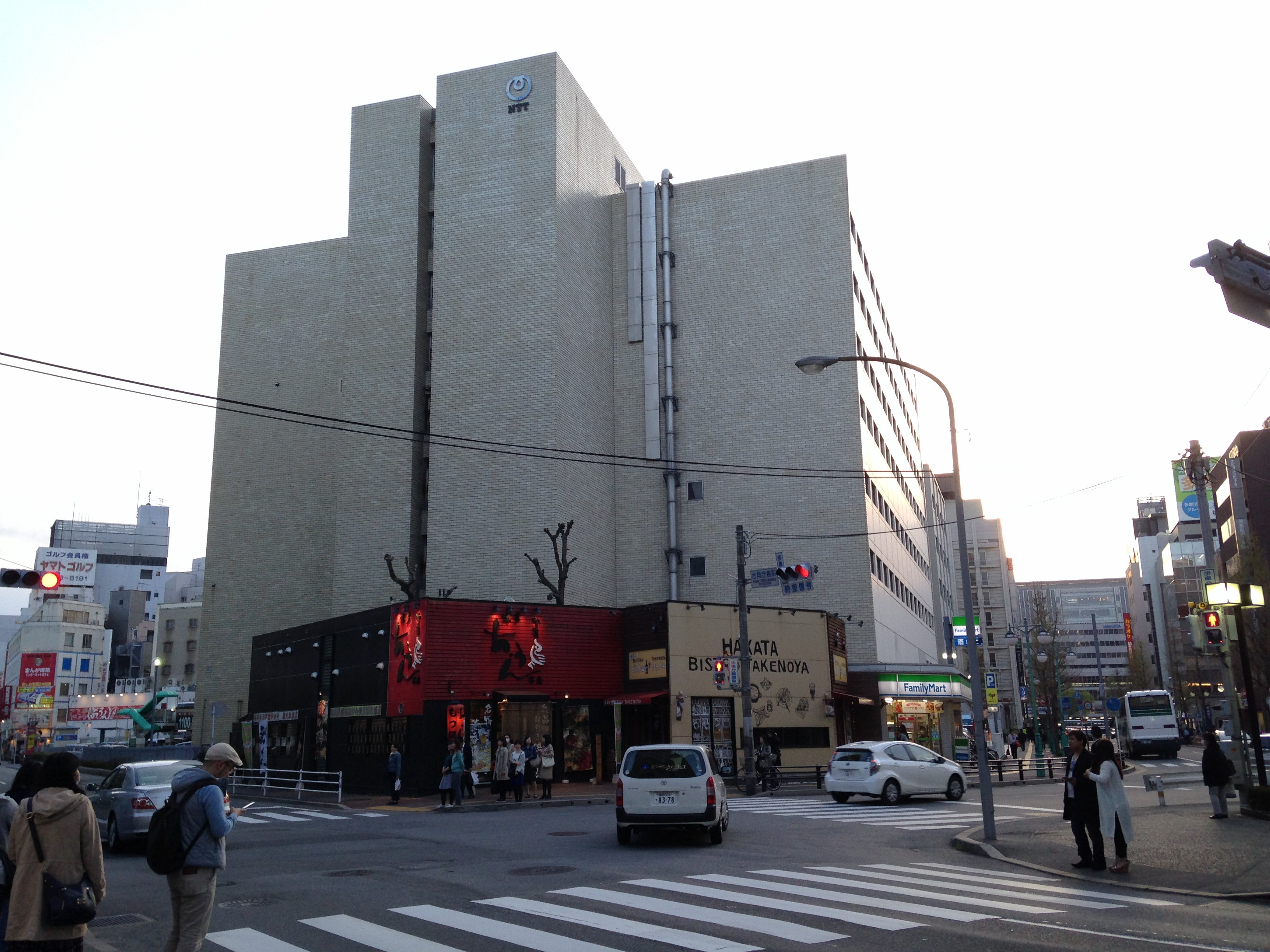
NTT博多ビル

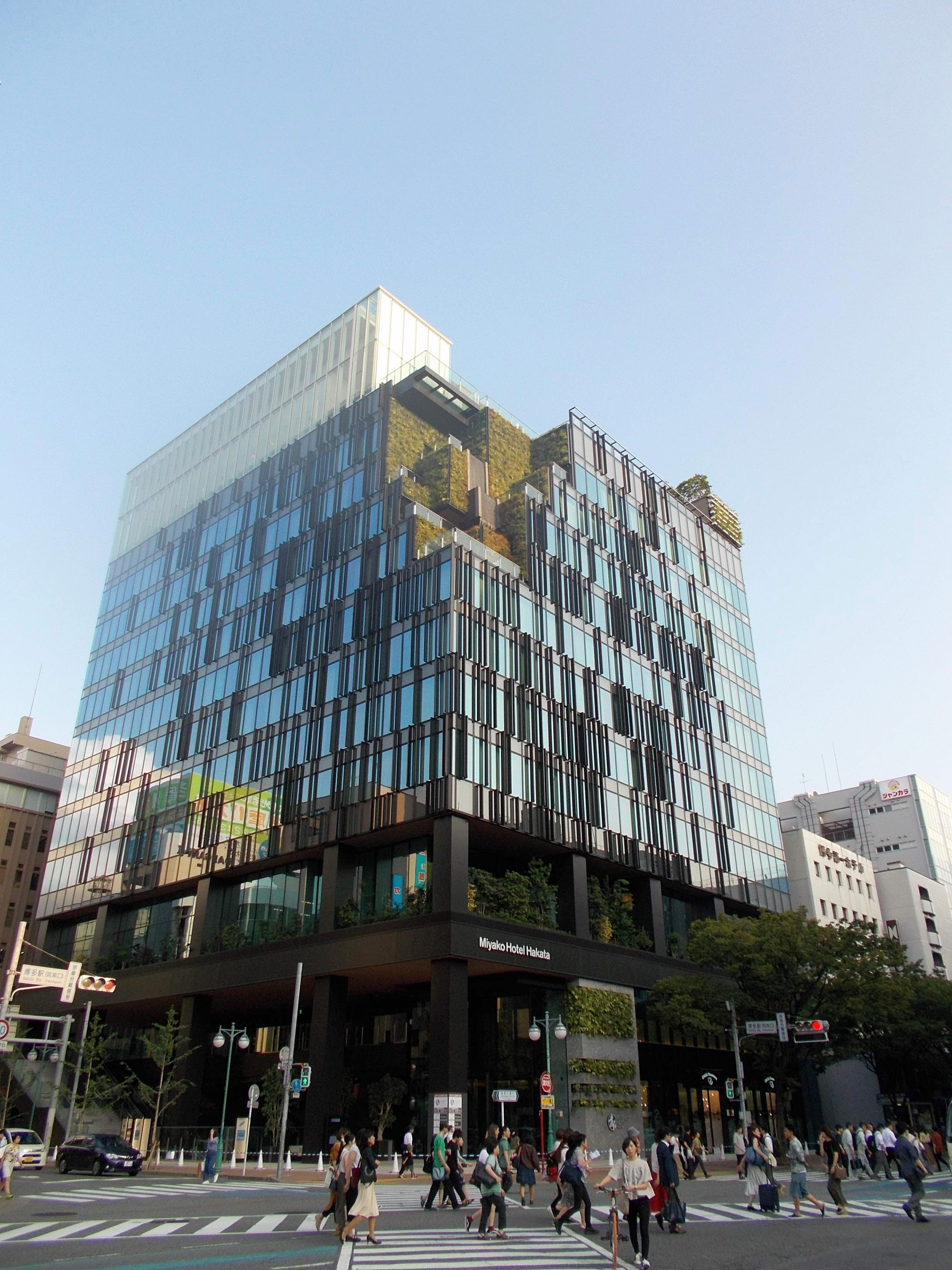
都ホテル 博多

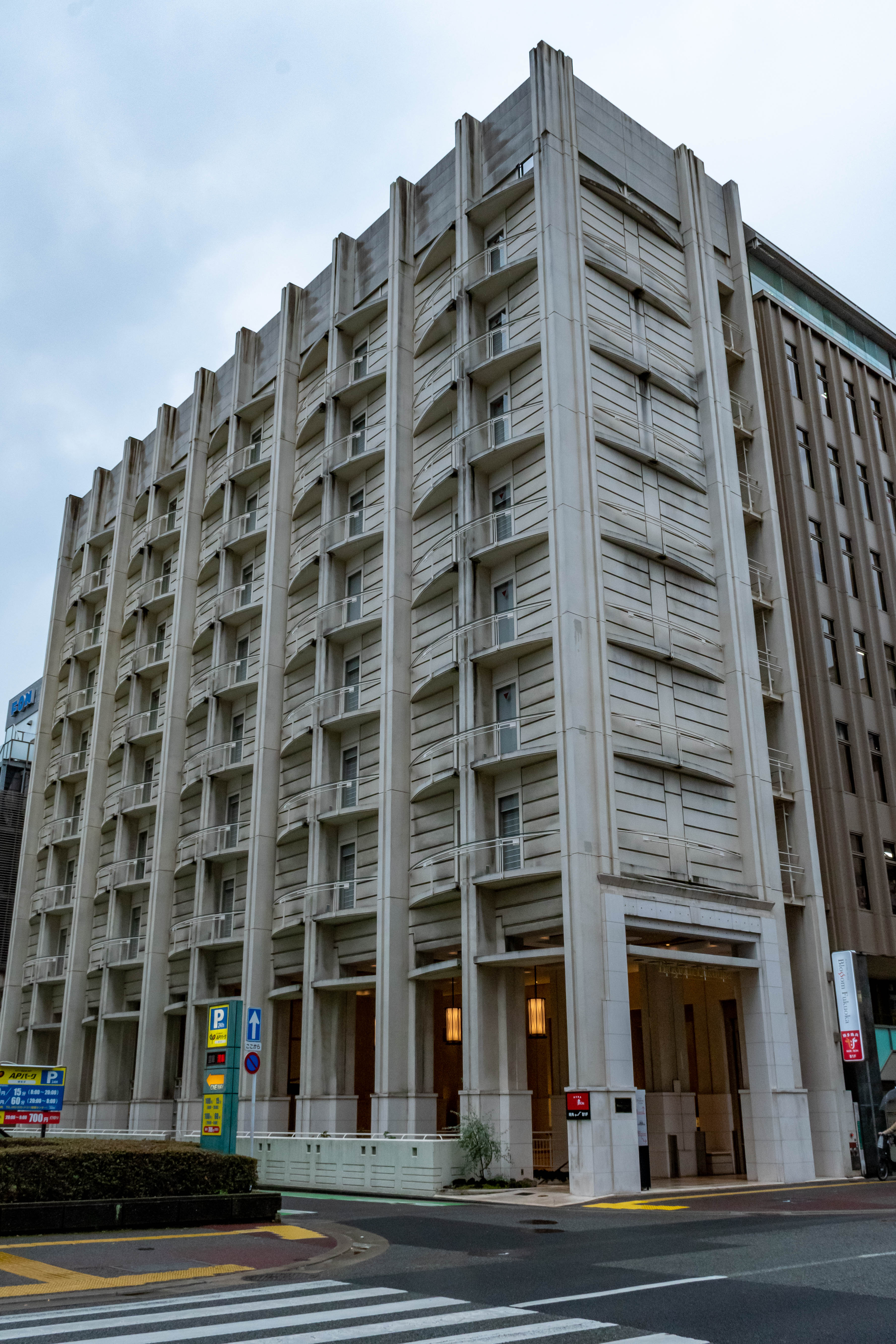
JR九州ホテルブラッサム福岡

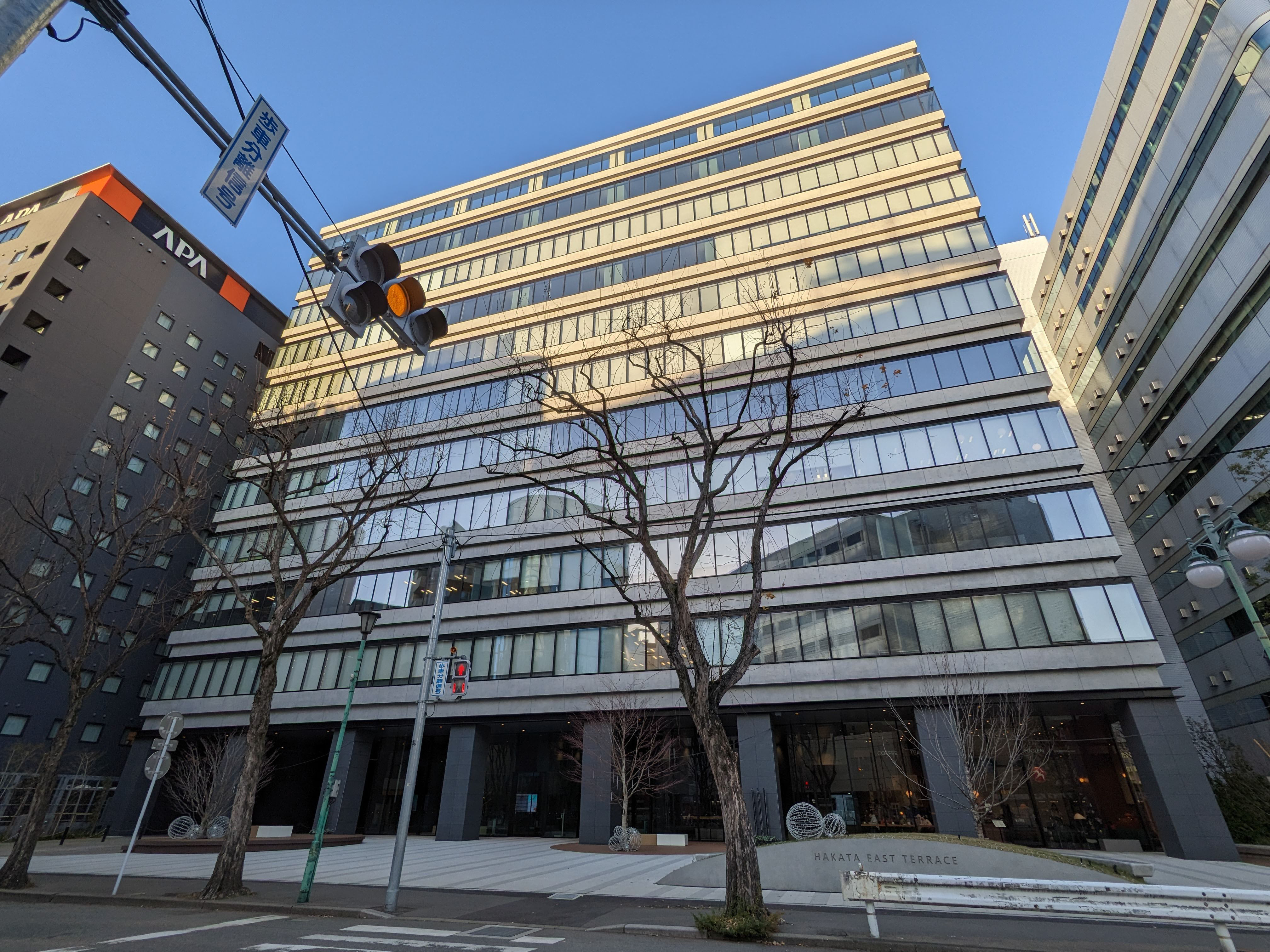
博多イーストテラス（博多スターレーン跡地）

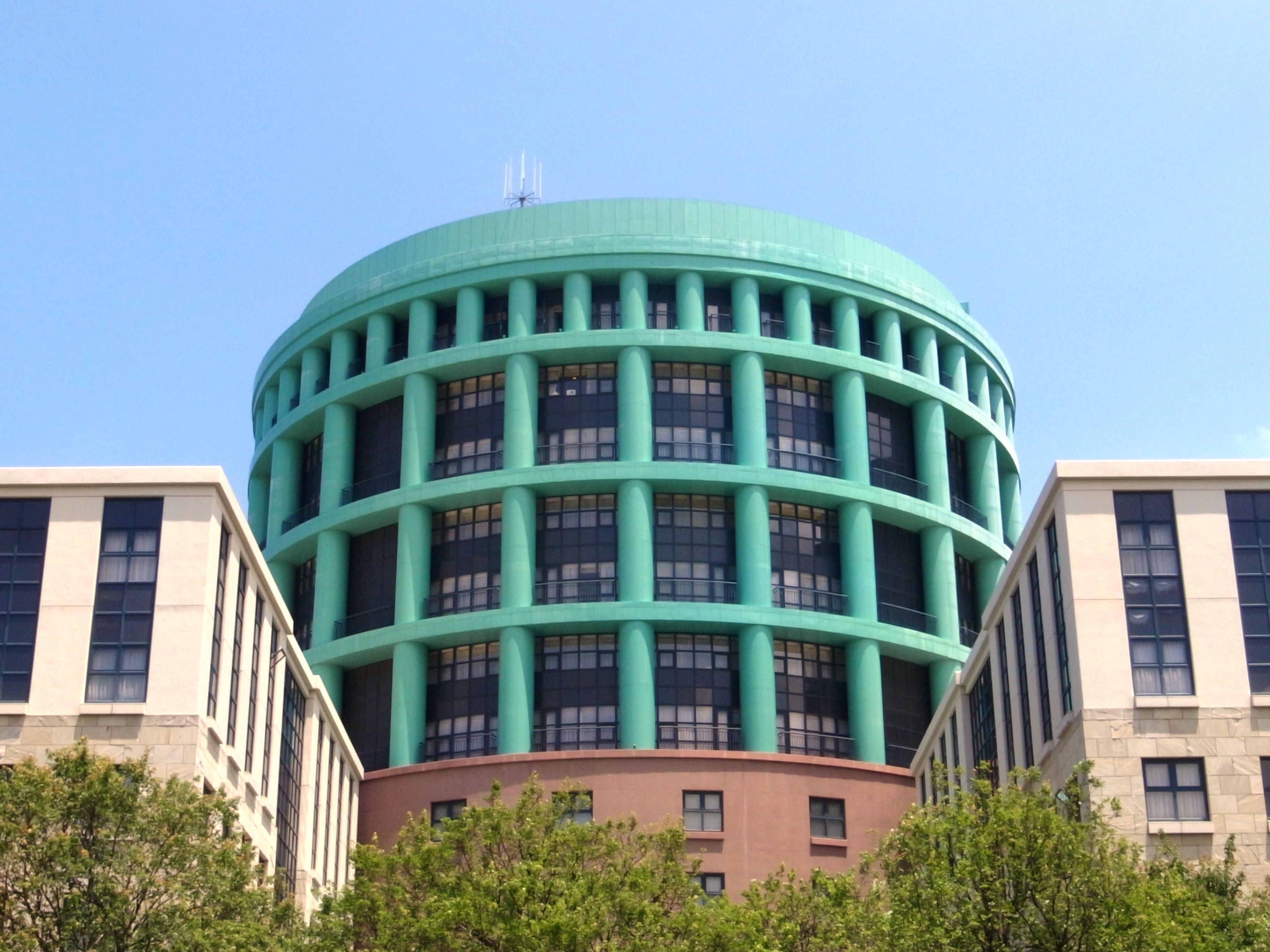
THE BASICS FUKUOKA（旧・ハイアットリージェンシー福岡）

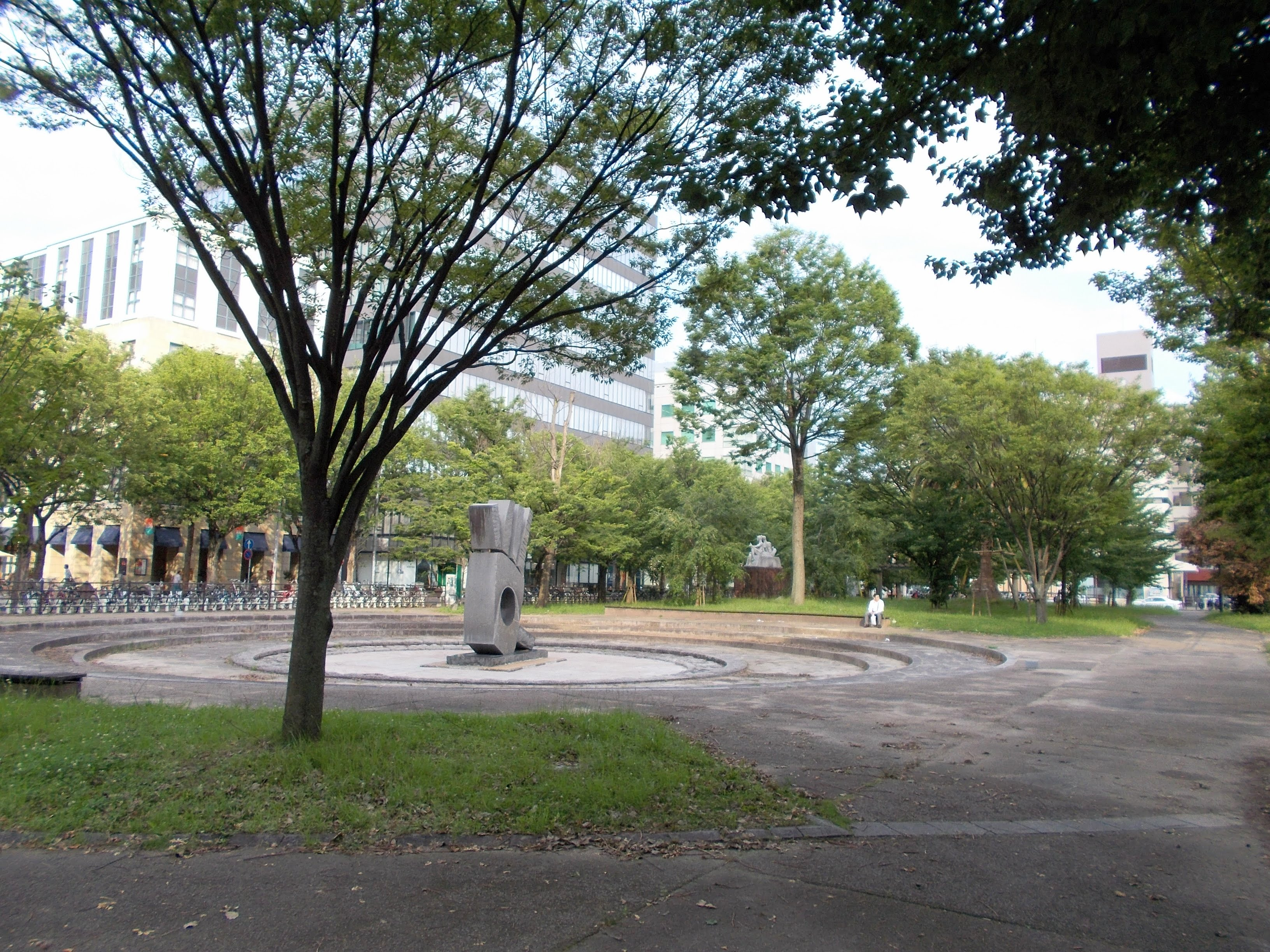
中比恵公園

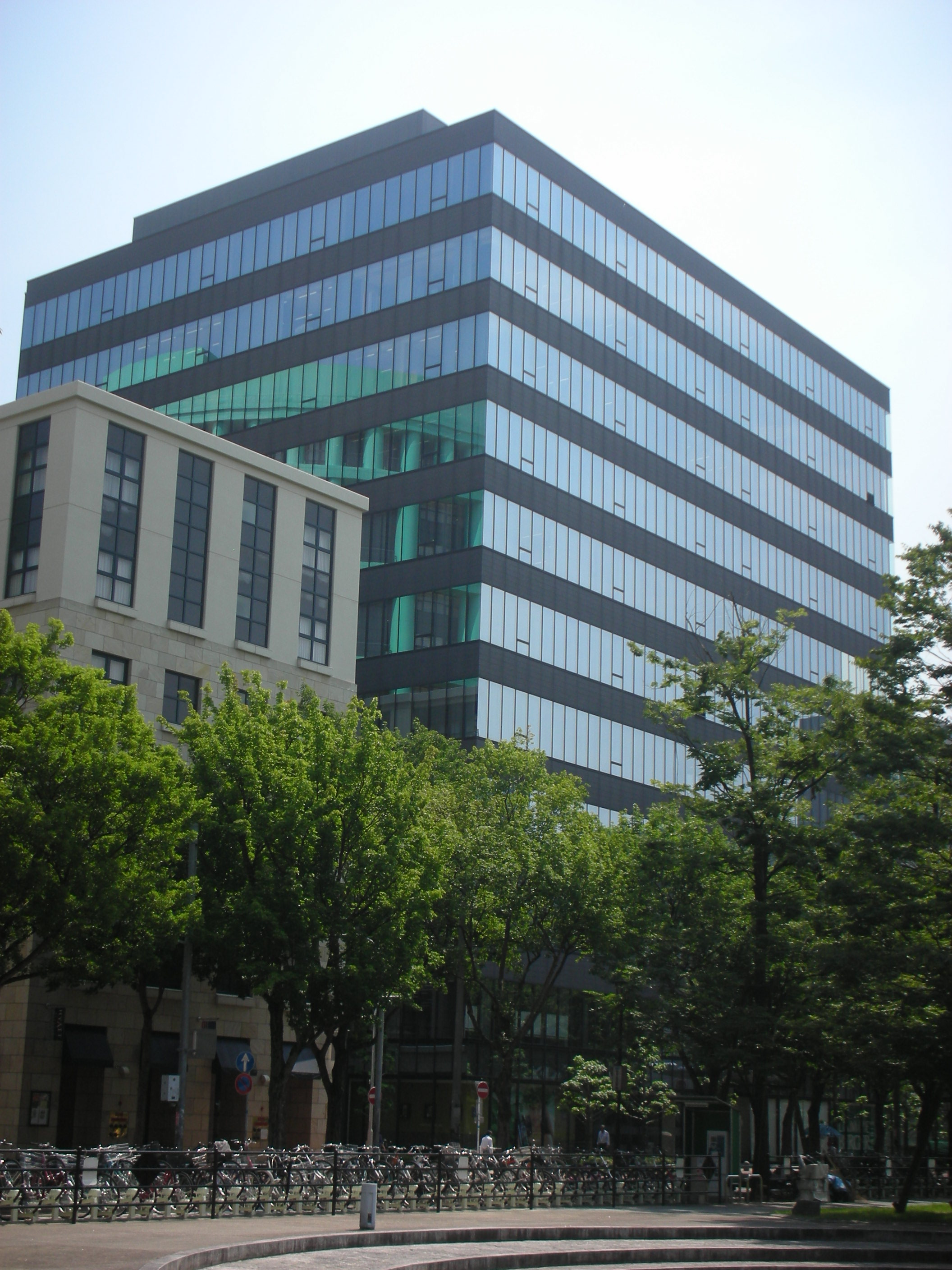
ヤマエ久野本社

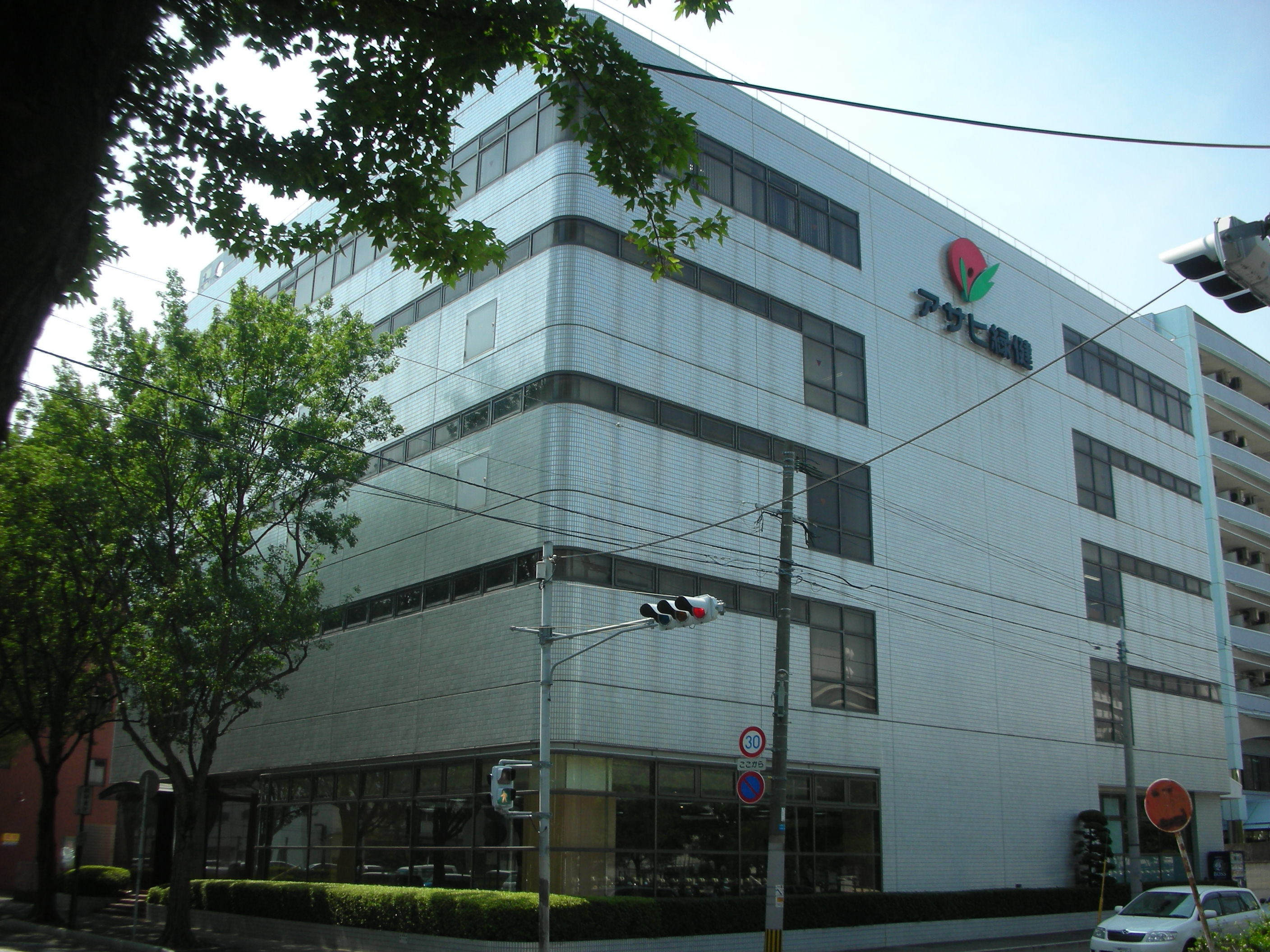
アサヒ緑健本社

- 福岡合同庁舎（九州地方整備局、九州運輸局、九州防衛局、福岡国税局など）
- 日本年金機構博多年金事務所
- 西日本高速道路九州支社
- 福岡県東総合庁舎
- 福岡県建設業協会
- NTT博多ビル・新博多ビル
- 日本経済新聞社西部支社
- ヤマエ久野本社
- アサヒ緑健本社
- 西部電気工業本社
- パラマウントベッド福岡支社
- 八仙閣本社・本店
- 博多スターレーン（2019年閉館、現・博多イーストテラス）[10][11]
- 都ホテル 博多
- THE BASICS FUKUOKA（旧・ハイアットリージェンシー福岡）
- JR九州ホテル ブラッサム福岡
- 中比恵公園

### 教育施設

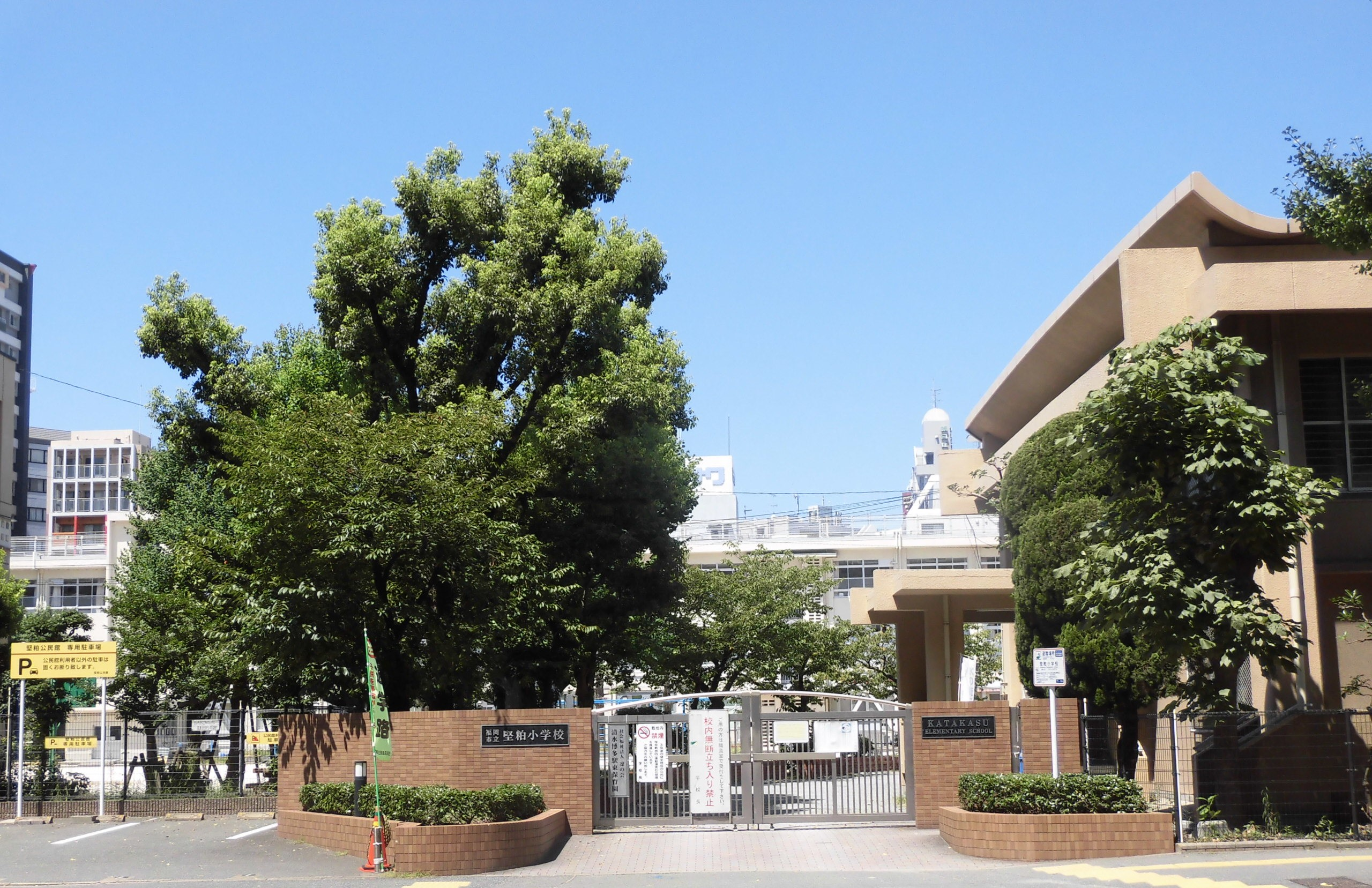
福岡市立堅粕小学校

町内に次の小学校があり、校区についても、町内の全域がこの学校の校区に属する。
- 小学校：福岡市立堅粕小学校[注釈 4]

町内に中学校は存在しないが、校区については、次の学校の校区に属する。
- 中学校：福岡市立東光中学校[注釈 5]

## 交通

### 道路
主な幹線道路は次の通り。

#### 国道
- 国道385号（福岡市道路愛称：空港通り、竹下通り、博多区の道路愛称：筑紫口通り（）[注釈 6]）

#### 県道
- 福岡県道555号桧原比恵線（福岡市道路愛称：百年橋通り）

#### 市道
- 博多駅前線（幹線一級、福岡市道路愛称：空港通り）
- 博多駅五十川線（）（幹線一級、福岡市道路愛称：竹下通り）
- 博多駅春日原2号線（幹線一級、福岡市道路愛称：筑紫通り）
- 博多駅草ヶ江線（幹線一級、福岡市道路愛称：筑紫通り、南西端でのみ接続）
- 博多駅山王線（幹線二級、博多区の道路愛称：中比恵公園通り（）[注釈 7]）
- 博多駅東線（幹線二級）

### 鉄道
鉄道については、隣接する博多駅中央街に次の路線があり、相互に連結している。

#### JR九州
- 鹿児島本線博多駅
- 福北ゆたか線博多駅
- 九州新幹線博多駅

#### JR西日本
- 山陽新幹線博多駅

#### 福岡市地下鉄空港線
- 博多駅（町内の東側からは隣接する東比恵にある東比恵駅が近い。）

#### 福岡市地下鉄七隈線
- 博多駅

### バス
バスについては、西日本鉄道株式会社が運営する西鉄バスが運行しており、町内には次の停留所がある。
- 竹下通り沿い：博多駅筑紫口
- 筑紫通り沿い：駅東二丁目、駅東三丁目
- 博多駅山王線沿い：合同庁舎

なお、隣接する博多駅中央街には、多方面の一般路線バスのほか、九州他県および本州方面への中長距離高速バスが発着する博多バスターミナルがある。